# کوناژوو-مارچیشه
کوناژوو-مارچیشه (به لهستانی:  Konarzewo-Marcisze) یک روستا در لهستان است که در گمینا گوومین-اوشرودک واقع شده‌است.